# ラヤンラヤン空港
ラヤンラヤン空港（英語: Layang-Layang Airport）は南沙諸島でマレーシアが実効支配するスワロー礁（マレーシア名：ラヤンラヤン島）にある空港。サバ州コタキナバルからおよそ300km北に位置する。マレーシア海軍およびダイビングリゾートを訪れる観光客のために利用される軍民共用空港である。スワロー礁空港（英語: Swallow Reef Airport）とも呼ばれる。

## 歴史
当初は1,064メートル (3,491 ft)メートルの滑走路だったが、2003年に1,367メートル (4,485 ft)への延伸が完了した。空港は1991年から1995年の間に、観光の可能性を広げるためにマレーシア政府によって建設された。

## 就航路線
| 航空会社                              | 就航地                   |
| ------------------------------------- | ------------------------ |
| マレーシア航空 （MASwingsによる運航） | チャーター: コタキナバル |

## 設備
舗装された滑走路（長さ1367メートル・幅28メートル）、2棟の格納庫、レーダー基地、航空管制塔などが備わっている。
軍民共用空港であり、ラヤンラヤン・エアロスペースがノーマッド N22Cをコタキナバルとの間で運航している。また、マレーシア空軍がC-130輸送機とCN-235対潜哨戒機をラブアン空港との間で運用している。
また、MASwingsがATR72-500によるチャーター便を運航する。